# Eptatretus goliath
Eptatretus goliath är en ryggsträngsdjursart som beskrevs av Mincarone och Stewart 2006. Eptatretus goliath ingår i släktet Eptatretus och familjen pirålar. IUCN kategoriserar arten globalt som otillräckligt studerad. Inga underarter finns listade i Catalogue of Life.